# Palacio de Zahran
El Palacio de Zahran (قصر زهران) es un palacio en Amán, Jordania, construido en 1957 y ha albergado muchos eventos reales, como la boda del actual Rey y la Reina de Jordania. Además, las celebraciones de la boda del entonces príncipe heredero Hamzah bin Hussein con la princesa Noor también se llevaron a cabo en este palacio el 27 de mayo del 2004. En 1959, fue el escenario de la reunión entre el entonces sah de Persia (Irán) y el rey de Jordania. En el momento.

## Eventos realizados
Las celebraciones de la boda del príncipe heredero Hussein bin Abdullah con Rajwa Al Saif también se llevaron a cabo en este palacio el 1 de junio de 2023.

### Historia del nombre del lugar
La palabra zahran, que se traduce como "flor en flor", abarca el suelo verde del palacio y domina uno de los barrios más antiguos de Amán, Jabal Amman.
El palacio está ubicado en la calle Zahran (شارع زهران) en Jordania.
También fue la residencia de la Reina Madre Zein hasta su muerte el 26 de abril de 1994, 2 días antes de que naciera su bisnieta política, la princesa Rajwa Al Saif, y 2 meses y 2 días antes de que naciera su bisnieto, el príncipe heredero Hussein de Jordania.